# Карен Шин
Карен Шин (англ. Karen Shin; нар. 5 липня 1968) — колишня американська тенісистка.
Найвищу одиночну позицію світового рейтингу — 176 місце досягла 25 вересня, 1989 року.
Здобула 2 одиночні титули.

## Фінали ITF

### Одиночний розряд: 2 (2–0)
| Результат | Ранг | Дата           | Турнір                  | Покриття | Суперниця        | Рахунок          |
| --------- | ---- | -------------- | ----------------------- | -------- | ---------------- | ---------------- |
| Перемога  | 1.   | 11 червня 1989 | Делрей-Біч, США         | Тверде   | Теммі Віттінгтон | 6–3, 6–7(6), 6–3 |
| Перемога  | 2.   | 18 червня 1989 | Найсвілл (Флорида), США | Ґрунт    | Лінда Вілд       | 6–3, 6–4         |